# The Peddlers
The Peddlers waren eine britische Popjazz-Gruppe der 1960er und 1970er Jahre; sie bildete sich 1964 und blieb, personell unverändert, bis 1972 zusammen.

## Bandmitglieder
Das Trio bildeten Roy Phillips (* 5. Mai 1943 in Parkstone, Dorset; † 24. April 2025 in Christchurch, Neuseeland – Gesang, Keyboards), Tab Martin (* 24. Dezember 1944 in Liverpool als Alan Brearley – Bass) und Trevor Morais (* 16. Oktober 1943 in Liverpool – Schlagzeug).
Die drei Musiker hatten vorher schon in unterschiedlichen Gruppen Erfahrungen gesammelt: Phillips als Gitarrist bei der von Joe Meek produzierten R&R-Gruppe The Dowlands, Martin bei den Tornados, ebenfalls einer Meek-Gruppe, und Morais bei Farron's Flamingos, einer Band, die in den frühen 1960ern in Liverpool häufige Clubauftritte und einen treuen Stamm von Fans hatte.

## Musikstil
The Peddlers (deutsch: Hausierer, Fliegende Händler) spielten einen oft improvisierenden, soul-jazzigen Stil, der weit vom Rock ’n’ Roll ihrer vorherigen Gruppen entfernt war. Martin und Morais bildeten eine eingespielte Rhythmussektion, die für Dynamik und Drive sorgte, wobei das Bassspiel mit langen Noten auch melodisch Akzente setzte, und Phillips sang mit einer „tiefschwarzen“ Stimme und beherrschte seine Orgel (seltener das Klavier) virtuos. Dennoch verlor die Gruppe, die auf der Bühne meist ganz in Schwarz gekleidet war und auch die Haarmode der Mitt-60er ignorierte, nie das Pop-Publikum aus dem Auge; deswegen war sie bei ihren zahlreichen Engagements in den verrauchten Kellern der Beat-Lokale ebenso zuhause wie in den Jazz-Clubs in ganz England. Allmusic.com bezeichnet ihre Musik als am ehesten mit der der frühen Brian Auger & The Trinity vergleichbar.

## Aufnahmen und Erfolge
Bald nach Gründung hatten die Peddlers einen Plattenvertrag bei Philips Records unterschrieben und waren Anfang 1965 mit einer bluesigen Version von „Let the Sunshine In“ erstmals in den britischen TOP 50 verzeichnet. Diesen Erfolg konnten sie mit zwei daraufhin produzierten Langspielplatten nicht wiederholen, aber ihre zahlreichen Auftritte in noblen Londoner Clubs waren ebenso wie diejenigen auf den Bühnen nordenglischer Industriestädte gut besucht, und zu ihren bekanntesten Fans gehörten schon damals die Stones und Prinzessin Margaret.
1967 wechselten sie zu CBS Records und schafften es Anfang 1968 mit ihrer LP Freewheelers in die Longplay-Hitparade. Diese und die folgenden beiden Platten wurden von Keith Mansfield produziert und arrangiert; noch im selben Jahr erschien mit Three in a Cell ihre zweite Langspielplatte auf dem CBS-Label. Die Band tourte zwischen den Aufnahmesessions auch weiterhin durch Großbritannien und brachte es 1969 mit ihrer Single Birth in die britischen Top Twenty. Dieser Titel stammte ebenso aus der Feder von Roy Phillips wie einige weitere, bekanntere Songs, die auch auf ihrer erfolgreichsten LP Birthday (gleichfalls 1969 veröffentlicht) enthalten waren, beispielsweise Girlie oder Southern Woman. Zu ihrem Repertoire gehörten aber auch Kompositionen anderer Jazz-, Blues- und Folk-Größen wie Bloom/Mercer, Dixon, Seeger und Webb, die sie an ihren eigenen Stil adaptierten. Ihre eingängigen Melodien waren um 1970 zudem des Öfteren in den Intros bzw. im Abspann von BBC-Fernsehsendungen zu hören. 1971 – The Peddlers produzierten ihre Aufnahmen inzwischen wieder bei Philips – schrieben und spielten sie den Soundtrack zu dem Film Goodbye Gemini, veröffentlichten auch noch zwei Singles, die allerdings nicht an den Erfolg von Birth heranreichten.

2002 hat CBS eine CD-Box mit den drei LPs von 1968/1969 sowie sämtlichen Singles und einigen unveröffentlichten Aufnahmen herausgebracht, deren Verkaufszahlen zeigen, dass die Band auch heute noch das Interesse von Musikfreunden in England findet.

## Auflösung der Band
1972 verließ Trevor Morais die Gruppe; Roy Phillips und Tab Martin blieben noch bis 1976 zusammen und nahmen weiter Platten auf (zuletzt bei EMI), ohne auf dem sich wandelnden Musikmarkt noch nachhaltige Eindrücke hinterlassen zu können. Morais' Nachfolger als Schlagzeuger wurde Paul Johnston. Phillips zog sich anschließend ganz aus dem Geschäft zurück und lebte bis zu seinem Tod in Neuseeland; Martin arbeitete zunächst als Studiomusiker und siedelte dann nach Portugal über; Morais hat ebenfalls bei Aufnahmen anderer Künstler (unter anderem für Bryan Ferry) gespielt, zog dann nach Südspanien und betreibt heute ein Plattenstudio in Málaga.

## Diskografie

### Alben
- 1966 The Fantastic Peddlers (Philips)
- 1967 Live at the Pickwick (Philips)
- 1968 Freewheelers (CBS)
- 1968 Three in a Cell (CBS)
- 1969 Birthday (CBS; 200? wiederveröffentlicht auf Epic)
- 1971 Goodbye Gemini [Soundtrack] (DJM)

### Re-Releases / Anthologien
- 1974 The Best Of The Peddlers (CBS)
- 1999 Part One (Sony Jazz)
- 2000 Live at the Pickwick/Three for All (See For Miles)
- 2002 How Cool Is Cool…The Complete CBS Recordings (Columbia)
- 2006 Listen Now! Suite London (Universal/Mercury)

### Singles
- 1965 Let the Sunshine In – Platz 50 der britischen Hitparade
- 1969 Birth – Platz 17 der britischen Hitparade
- 1969 Girlie – Platz 34 der britischen Hitparade
- 1971 Georgia on My Mind
- 1972 Suite London

### Einzelne Titel auf Samplern
- 1997 Groovy, Vol. 2: A Collection of Rare Jazzy Club Tracks (Performer)
- 1999 Diggin' Deeper 4 – The Roots Of Acid Jazz (Performer)
- 2000 Hammer Film Music Collection, Vol. 2 (Performer)
- 2002 Lost Continent – Original Soundtrack (Performer)